# 858

## Родени
- Рихард I, първият херцог на Бургундия

## Починали
- 7 април – Бенедикт III, римски папа